# Oncidium gardneri
Oncidium gardneri là một loài lan bản địa của Nam và Đông nam Brasil.

## Đồng nghĩa
- Oncidium curtum Lindl.
- Oncidium flabelliferum Pinel
- Oncidium elegantissimum Rchb.f.
- Oncidium gardnerianum auct.
- Oncidium praestans Rchb.f.
- Oncidium brunnipetalum Barb.Rodr.
- Oncidium caloglossum Rchb.f.
- Oncidium pollettianum Rchb.f.
- Oncidium larkinianum Gower
- Oncidium wheatleyanum Gower
- Oncidium gardneri var. elegantissimum (Rchb.f.) Cogn.
- Oncidium gardneri var. pollettianum (Rchb.f.) Cogn.
- Oncidium gardneri var. praestans (Rchb.f.) Cogn.
- Oncidium pectorale var. caloglossum (Rchb.f.) Cogn.
- Oncidium pectorale var. larkinianum (Gower) Cogn.
- Oncidium gardneri subsp. caloglossum (Rchb.f.) Fowlie
- Ampliglossum brunnipetalum (Barb.Rodr.) Campacci
- Brasilidium curtum (Lindl.) Campacci, Colet.
- Brasilidium gardneri (Lindl.) Campacci, Colet.
- Coppensia brunnipetala (Barb.Rodr.) Campacci